# Ledion Liço
Ledion Liço (nacido el 13 de junio de 1986) es un presentador de televisión, productor, cantante y director de medios albanés. Es conocido principalmente por ser el presentador del programa de telerrealidad Big Brother VIP Albania (2024–presente). Ha trabajado durante años en la cadena Top Channel Albania como Director Creativo, así como en Top Albania Radio como director general.

## Carrera
Liço comenzó su carrera en 2005 como presentador de los programas de televisión Wake Up y Shtojzovallet. Posteriormente, ganó reconocimiento por su trabajo en programas de música y entretenimiento como Top Fest (2007–2016), Top Awards y Unplugged (2006–2008). En 2015, fue el presentador de Big Brother Albania 8. También trabajó en The Voice of Albania (2011–2017) y The Voice Kids Albania (2016–2018), donde también fue productor ejecutivo.
Desde 2019, Liço ocupa el cargo de director ejecutivo de Top Channel Films y Top Albania Radio. En 2020, se convirtió en el director artístico de Top Channel Albania. En 2024, Liço regresó como presentador de la tercera temporada de Big Brother VIP Albania. Más tarde, fue confirmado como presentador de la cuarta temporada. Liço también ha trabajado en programas de música como A.Live.Night (2022), Summer Dance y Heineken Sessions.[cita requerida]

## Filmografía

### Televisión
- Ethet e së Premtes (2002) – concursante
- Wake UP – presentador, productor
- Shtojzovallet (2005) – presentador
- Top Fest (2007-2016) – presentador, también participante en 2008
- Unplugged (2006-2009) – presentador
- The Voice of Albania (2012-2015, 2017) – presentador
- Top Music Awards (2016) – presentador
- Voice Kids Albania (2018) – presentador, productor ejecutivo
- Big Brother VIP Albania (2024–presente) – presentador

### Películas
- Una niñera para papá (2012–2013) – actor[5]
- Dentro del amor (Në kuadër të dashurisë) (2023) – productor[6]

### Radio
- Wake UP – presentador, productor
- Heineken Sessions (2015) – productor
- A•Live•Night (2022) – productor

## Vida personal
Liço está casado con Sara Hoxha, quien es copropietaria de Top Media, la empresa matriz de la cadena de televisión Top Channel Albania. La pareja tiene tres hijos.[cita requerida]